# إم سي فايف
أم سي فايف (بالإنجليزية: MC5) كانت فرقة مختصة بموسيقى الروك الأمريكية من لينكولن بارك، ميشيغان، تشكلت الفرقة في حدود عام 1964. كانت تضم كل من المغني الرئيسي روب تاينر وعازفي الغيتار واين كرامر وفريد سميث والعازف المنفرد مايكل ديفيس وعازف الطبول دينيس طومسون.

## روابط خارجية
- إم سي فايف على موقع IMDb (الإنجليزية)
- إم سي فايف على موقع الموسوعة البريطانية (الإنجليزية)
- إم سي فايف على موقع ميوزك برينز (الإنجليزية)
- إم سي فايف على موقع رولينغ ستون (الإنجليزية)
- إم سي فايف على موقع أول ميوزيك (الإنجليزية)
- إم سي فايف على موقع ديسكوغز (الإنجليزية)